# Narangodes
Narangodes là một chi bướm đêm thuộc họ Noctuidae.

## Các loài
- Narangodes haemorranta Hampson, 1910
- Narangodes nigridiscata Swinhoe, 1901
- Narangodes nudariodes Hampson, 1918